# Horloge temps réel
Pour les articles homonymes, voir HTR et RTC.

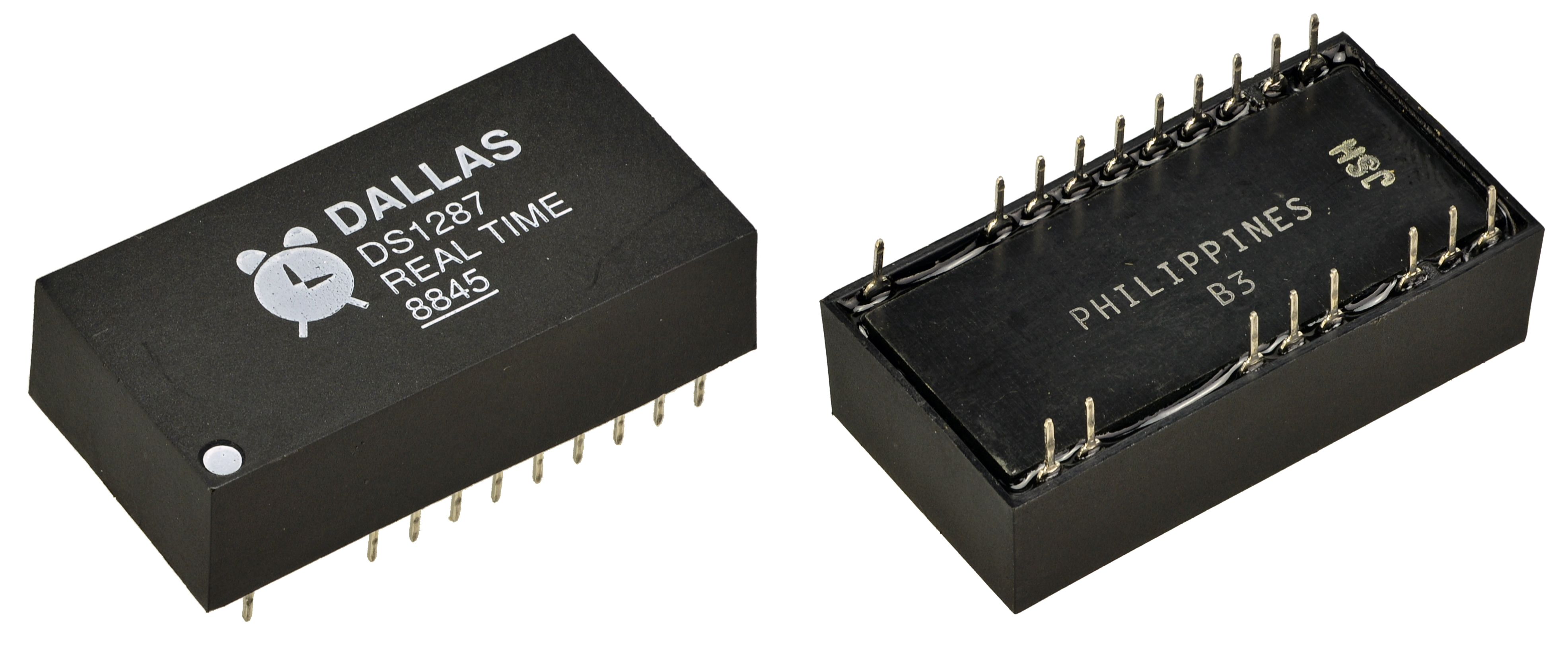
Un DS1287, une horloge temps réel de Dallas Semiconductor, fabriquée en 1988.

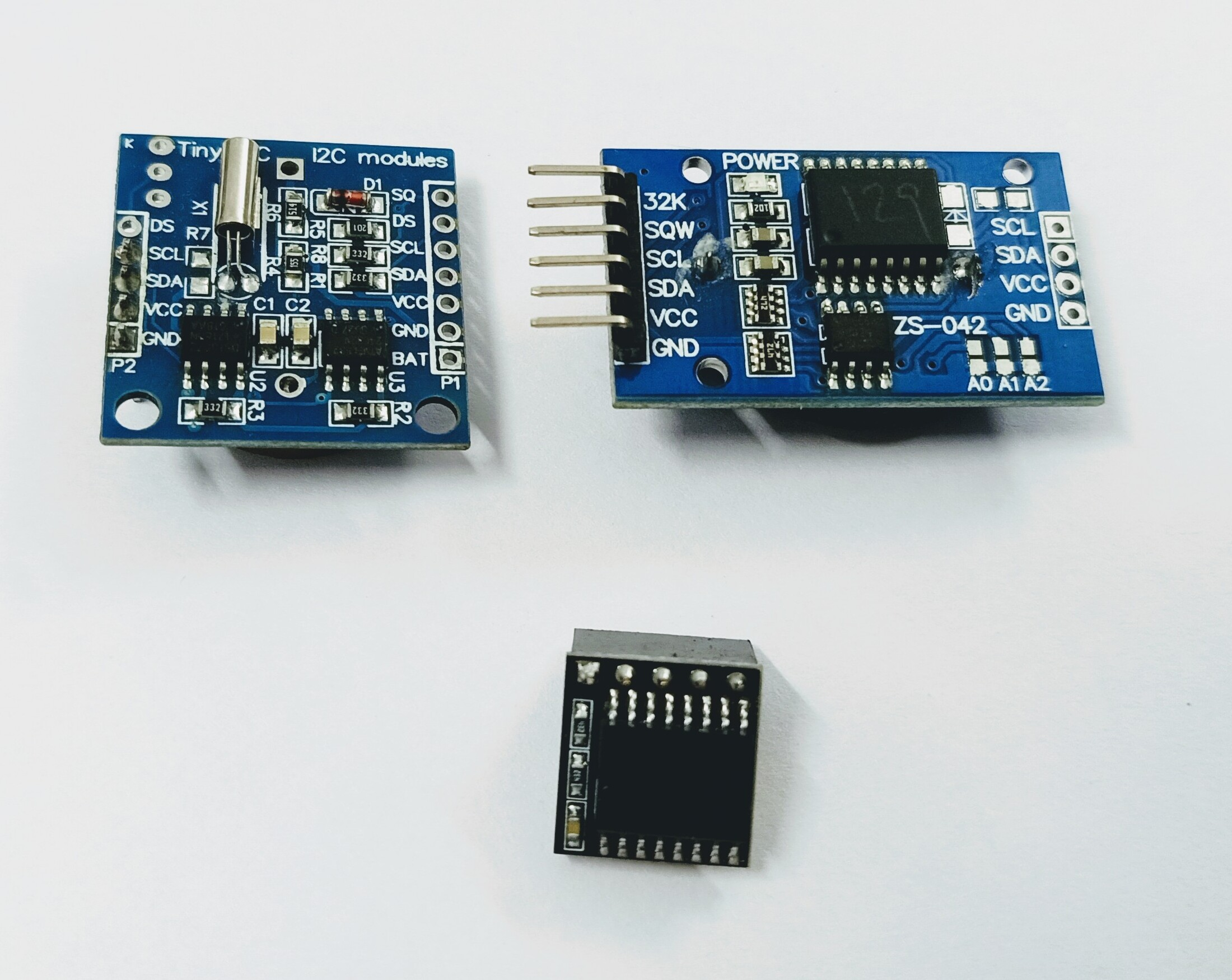
Des horloges temps réel pour amateurs disponibles dans le commerce.

Une horloge temps réel ou HTR (en anglais, real-time clock ou RTC) est une horloge permettant un décompte très précis du temps (par exemple en nanosecondes) pour un système électronique, en vue de dater ou déclencher des évènements selon l'heure.
On retrouve le plus souvent l'horloge temps réel sous la forme d'un circuit intégré incluant un quartz piézoélectrique.
Bien que le terme fasse souvent référence aux dispositifs des ordinateurs personnels, des serveurs informatiques et des systèmes embarqués, les horloges temps réel sont présentes dans presque tous les appareils électroniques qui ont besoin de connaître l'heure précise.

## Terminologie
Le terme horloge temps réel est utilisé pour éviter toute confusion avec le signal d'horloge qui est une suite de signaux qui régissent l'électronique numérique (le processeur dans le cas d'un ordinateur) et ne compte pas le temps en unités humaines (heures, minutes et secondes).
Le terme horloge temps réel ne doit pas être confondu avec le terme système temps réel. Les deux termes ont le même sigle en anglais (RTC pour real-time clock et real-time computing), ce qui porte parfois à confusion.
Bien qu'il soit possible de connaître la date et l'heure sans recourir à une horloge temps réel, l'utilisation d'une telle horloge présente des avantages :
- faible consommation d'énergie[2] (important lorsqu'on fonctionne avec une pile électrique) ;
- libération du système principal pour d'autres tâches ;
- grande précision (plus grande qu'avec certaines autres méthodes).

Un récepteur GPS peut raccourcir son temps de démarrage en comparant l'heure actuelle, selon son horloge temps réel, avec l'heure à laquelle il a reçu un signal valide pour la dernière fois. Si cela fait moins de quelques heures, les précédentes éphémérides sont toujours utilisables.

## Source d'énergie

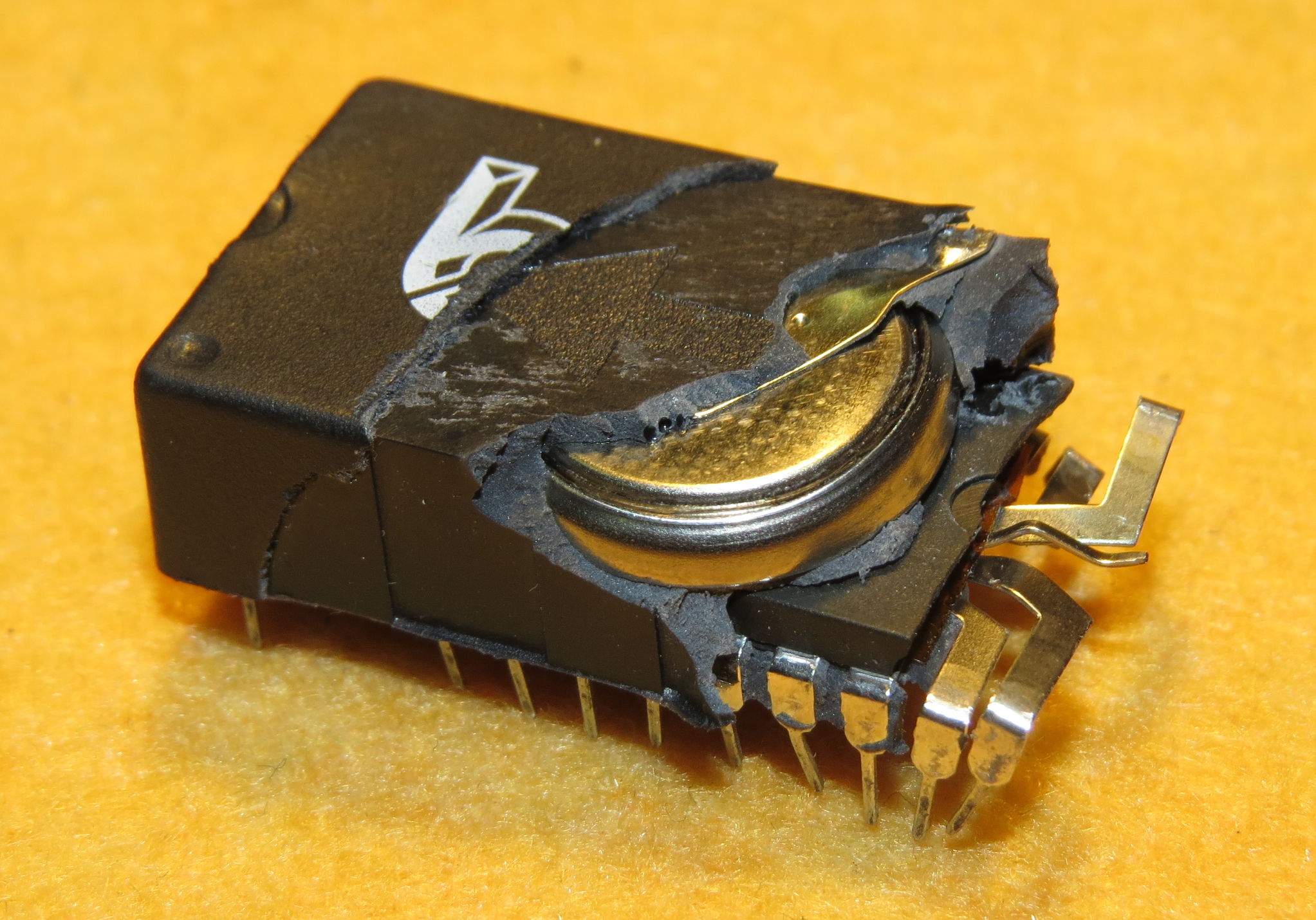
Pile au lithium à l'intérieur d'une horloge temps réel.

Les horloges temps réel disposent souvent d'une source d'énergie alternative, ce qui leur permet de continuer à garder le temps même si la source d'énergie principale est éteinte ou indisponible. Cette source d'alimentation alternative est normalement une pile au lithium dans les anciens systèmes, mais certains systèmes plus récents utilisent un supercondensateur,, car ils sont rechargeables et peuvent être soudés.
La source d'alimentation alternative peut également alimenter la mémoire non volatile du BIOS.

## Timing
La plupart des horloges temps réel utilisent un oscillateur à cristal,, mais certains peuvent utiliser la fréquence des courants électriques. 
Le cristal utilisé est habituellement le cristal de quartz qui a une fréquence de 32,768 kHz, la même fréquence que celle utilisée dans les montres à quartz. Étant exactement 215 cycles par seconde, c'est une fréquence pratique à utiliser avec de circuits de compteurs binaires. La basse fréquence permet d'économiser de l'énergie, tout en restant au-dessus de la portée de l'audition humaine. La température a peu d'influence sur la fréquence du cristal de quartz.
Certaines horloges temps réel utilisent un résonateur micromécanique. Cela permet de réduire la taille et le coût de l'horloge en diminuant le nombre de ses pièces. Les résonateurs micromécaniques sont beaucoup plus sensibles à la température que les résonateurs en quartz. Ils compensent les variations de température à l'aide d'un thermomètre électronique et d'une logique électronique.
Les spécifications de précision typiques des horloges temps réel à quartz sont de ±100 à ±20 parties par million (8,6 à 1,7 secondes par jour). Des horloges à compensation thermique sont disponibles avec une précision inférieure à 5 parties par million,.
Concrètement, cela suffit pour la navigation astronomique, la tâche classique d'un chronomètre. En 2011, des horloges atomiques à l'échelle de la puce électronique sont devenues disponibles. Bien qu'elles soient beaucoup plus chères et gourmandes en énergie (120 mW contre <1 μW), elles maintiennent l'heure avec une précision de 50 parties par trillion 5 × 10−11.

## Exemples
De nombreux fabricants de circuits intégrés fabriquent des horloges temps réel, notamment Epson, Intersil, Integrated Device Technology (en), Maxim, NXP Semiconductors, Texas Instruments, STMicroelectronics et Ricoh. Une horloge couramment utilisée dans les ordinateurs à carte unique est le Maxim Integrated DS1307.
L'horloge temps réel a été introduite dans les PC compatibles avec le PC/AT d'IBM en 1984, qui utilisait une horloge Motorola MC146818. Plus tard, Dallas Semiconductor (en) a fabriqué des horloges compatibles, qui ont souvent été utilisées dans les anciens ordinateurs personnels et que l'on repère facilement sur les cartes mères grâce à leur couvercle de batterie noir distinctif et à leur logo sérigraphié.
Dans les systèmes plus récents, l'horloge est intégrée dans la puce du Southbridge.
Certains microcontrôleurs intègrent une horloge temps réel, généralement uniquement ceux qui disposent de nombreuses autres fonctionnalités et périphériques.

## Processeur sans horloge
Certaines cartes mères sont fabriquées sans horloge temps réel. L'horloge temps réel est omise soit par souci d'économie (comme dans l'architecture du système Raspberry Pi, bien que la version 5 de la puce ajoute cette fonctionnalité), soit parce qu'elle n'est pas nécessaire (comme dans l'architecture du système Arduino).